# クウェート湾
クウェート湾（クウェートわん、アラビア語: جون الكويت 、湾岸アラビア語の発音：/d͡ʒoːn‿ɪlkweːt/）は、クウェートにある小さな湾である。ペルシャ湾の一部である。クウェート市は、湾の先端にある。
クウェート湾で、紀元前4000年頃の帆船の模型が発見された。

## 参照
- クウェートの地理